# 丁呋洛尔
丁呋洛尔是一种含氮有机化合物，化学式为C16H23NO2，可作为β受体阻滞剂，在体内由CYP2D6代谢。